# Al-Orobah-Club-Stadion
Das al-Orobah-Club-Stadion (arabisch ملعب نادي العروبة, DMG Malʿab Nādī l-ʿUrūba) ist ein Fußballstadion mit Leichtathletikanlage in der saudi-arabischen Stadt Sakaka, Provinz al-Dschauf, im Norden des Landes. Es ist die Heimspielstätte des Fußballvereins al-Orobah FC. Die 1988 eröffnete Sportanlage bietet 7000 Zuschauern überdachte Sitzplätze.